# Métathéorème
En logique, un métathéorème est une propriété d'un système formel démontrée hors du système formel. On distingue généralement les métathéorèmes des  théorèmes qui eux sont démontrés à l'intérieur du système formel.
Des métathéorèmes typiques sont la cohérence, la complétude et la correction.